# 利索波季克
49°55′38″N 23°53′50″E / 49.92722°N 23.89722°E
利索波季克（烏克蘭語：Лісопотік），是烏克蘭的村落，位於該國西部利沃夫州，由亞沃里夫區負責管轄，始建於1500年，面積0.22平方公里，海拔高度326米，2001年人口107，人口密度每平方公里486.36人。